# Distrikt Arahuay
Der Distrikt Arahuay liegt in der Provinz Canta in der Region Lima in West-Peru. Der Distrikt wurde am 12. Februar 1821 gegründet. Auf einer Fläche von 135 km² lebten im Jahr 2017 644 Menschen. Im Jahr 1993 lag die Einwohnerzahl bei 681, im Jahr 2007 bei 686. Verwaltungssitz ist die 2505 m hoch gelegene Ortschaft Arahuay mit 326 Einwohnern (Stand 2017). Arahuay liegt 18 km südsüdwestlich der Provinzhauptstadt Canta.

## Geographische Lage
Der Distrikt Arahuay liegt im Bergland der peruanischen Westkordillere im Südosten der Provinz Canta. Der Río Arahuay, ein linker Nebenfluss des Río Chillón, durchquert den Distrikt in südwestlicher Richtung.
Der Distrikt Arahuay grenzt im Westen an den Distrikt Santa Rosa de Quives, im Nordosten an den Distrikt Lachaqui, im Osten an den Distrikt Laraos, im Südosten an den Distrikt Huachupampa sowie im Süden an den Distrikt San Antonio (die drei zuletzt genannten Distrikte gehören zur Provinz Huarochirí).